# Joseph Priestley
Joseph Priestley (Birstall, 13 de março de 1733 (Velho estilo) – Northumberland, 6 de fevereiro de 1804) foi um teólogo, clérigo dissidente, filósofo natural, educador, teórico e político britânico que publicou mais de 150 obras. A ele normalmente é creditada a descoberta do oxigênio, apesar de Carl Wilhelm Scheele e Antoine Lavoisier também a reivindicarem, por ter Priestley escondido a descoberta do novo gás.
Durante sua vida, a considerável reputação científica de Priestley baseou-se em seu invento da "água carbonatada", seus escritos sobre a electricidade, e sua descoberta de vários "ares" (gases), sendo a mais famosa dentre suas descobertas o "ar deflogisticado" (oxigênio). No entanto, sua determinação em defender a Teoria do flogisto para rejeitar o que passaria a ser a Revolução Química, eventualmente deixava o invento oculto no interior da comunidade científica.
A ciência de Priestley foi sempre associada a sua teologia, e ele tentou consistentemente unir racionalismo iluminista com o teísmo cristão. Em seus textos de metafísica, tentou combinar teísmo, materialismo, e determinismo, um projeto que tem sido chamado de "audacioso e original". Ele acreditava que uma compreensão adequada do mundo natural deveria promover o progresso humano e, talvez, ter como consequência o evento dos Cristãos do Milênio. Priestley, que acreditava firmemente no livre e aberto intercâmbio de ideias, defendia a tolerância religiosa e igualdade de direitos para os religiosos dissidentes, o que também o levou a participar do unitarismo na Inglaterra. A natureza controversa de suas publicações, combinada com o seu apoio direto à Revolução Francesa, suscitou suspeitas governamentais; ele acabou por ser obrigado a fugir para os Estados Unidos após os distúrbios de Birmingham, em 1791.
Como sábio e professor, ao longo de sua vida também fez contribuições significativas para a pedagogia, incluindo a publicação de uma obra em gramática inglesa e a invenção da historiografia moderna. Estes escritos educacionais foram uma das suas mais populares obras. Foi a sua obra de metafísica, no entanto, que teve a influência mais duradoura: filósofos de destaque, incluindo Jeremy Bentham, John Stuart Mill, Herbert Spencer, creditaram-na entre as fontes primárias para o utilitarismo.

## Início da vida e da educação (1733-55)

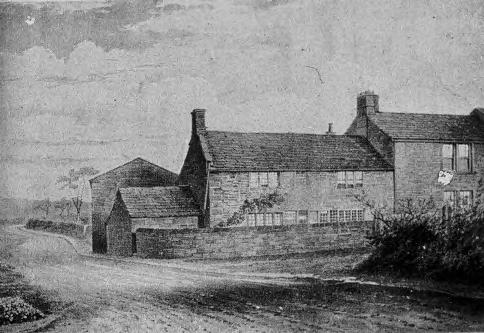
O local de nascimento de Priestley (entretanto demolido), em Fieldhead, Birstall, West Yorkshire (cerca de seis milhas (10 km) a sudoeste de Leeds).

Priestley nasceu de uma família de dissidentes ingleses (ou seja, não se conformavam com a Igreja Anglicana) em Birstall, no West Riding of Yourkshire. Foi o mais velho dos seis filhos nascidos de Maria Swift e Jonas Priestley, um modulador de acabamento de tecido. Para aliviar os encargos da sua mãe, foi enviado para viver com seu avô quando tinha um ano e depois que sua mãe morreu cinco anos mais tarde, ele voltou para casa. Quando seu pai se casou novamente, em 1741, Priestley passou a viver com o seu tio e tia, ricos e sem filhos, Sarah e John Keighley. Por ser precoce - aos quatro anos ele poderia recitar impecavelmente todas as 107 perguntas e respostas do Breve Catecismo de Westminster - a tia procurou a melhor educação para o menino, pretendendo que ele fosse para o ministério ao se tornar um adulto. Durante sua juventude, Priestley participou de escolas locais onde aprendeu grego, latim e hebraico.
Por volta de 1749 Priestley ficou gravemente doente e acreditava-se que estivesse morrendo. Recuperando-se como devoto do calvinismo, acreditava que uma experiência de conversão seria necessária para a salvação, mas duvidou que tivesse tido uma. Esta angústia emocional eventualmente o levou a uma questão sobre a sua educação teológica, causando-lhe a rejeitar a eleição incondicional e aceitar o Universalismo. Como resultado, os anciãos da igreja de sua casa recusaram sua admissão como membro de pleno direito.
A doença de Priestley deixou-lhe uma marca permanente e ele desistiu de qualquer pensamento de entrar no ministério nesse momento. Em preparação para se juntar a um parente no negócio de comércio em Lisboa, estudou francês, italiano e alemão, além de caldeu e árabe. Foi orientado pelo Reverendo George Haggerstone, quem primeiramente o apresentou à matemática avançada, filosofia natural e lógica, através da metafísica e das obras de Isaac Watts, Willem Gravesande, e de John Locke.

### Academia Daventry
Priestley finalmente decidiu regressar aos seus estudos teológicos e, em 1752, matriculou-se em Daventry, uma academia de dissidentes e por ele já ter estudado muito, foi autorizado a não fazer os dois primeiros anos do curso. Ele continuou seu intenso estudo; juntamente com a atmosfera liberal da escola, uniu seus pensamentos teológicos aos conceitos da esquerda política e se tornou um Dissidente Racional. Com seu dogma religioso e misticismo, o novo Dissidente Racional enfatizou a análise racional do mundo natural e da Bíblia.
Priestley escreveu que o livro que mais o influenciou, além da Bíblia, foi Observations on Man (1749) de David Hartley. A psicologia, filosofia e teologia de Hartley, tratavam de uma filosofia da mente material. Hartley destinou-se a construir uma filosofia cristã, em que ambos os religiosos e morais "fatos" poderiam ser cientificamente provados, uma meta que iria se atribuir a Priestley por toda sua vida. Em seu terceiro ano em Daventry, comprometeu-se a participar do ministério, que ele descreveu como "a mais nobre de todas as profissões".

## Needham Market e Nantwich (1755-61)

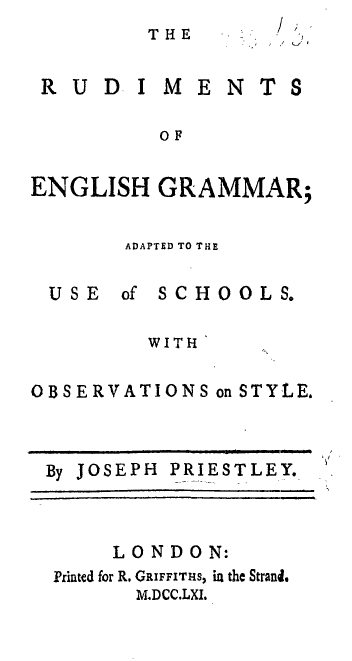
Título da página de Rudiments of English Grammar de Joseph Priestley (1761).

Robert Schofield, grande biógrafo moderno que se dedicou a estudar a vida e a obra de Priestley, descreve a sua primeira "chamada" para a paróquia dos dissidentes em Needham Market, Suffolk, 1755, como um "engano" tanto para Priestley como para a congregação. Priestley mudou sua simples vida para uma vida mais urbana com debates teológicos em Needham que era uma pequena vila rural com a congregação apegada à tradição. Assistências e doações à congregação caíram abruptamente quando se descobriu a extensão de sua heterodoxia. Embora sua tia tivesse prometido o seu apoio quando ele se tornou um ministro, ela recusou qualquer assistência suplementar quando percebeu que ele já não era mais um calvinista. Para ganhar dinheiro extra, Priestley propôs abrir uma escola, mas as famílias locais informaram que teriam de recusar a enviar seus filhos. Ele também apresentou uma série de palestras científicas. Dentre elas, a palestra conhecida como "Usar os Globos" foi a mais bem sucedida.
Os amigos de Priestley o ajudaram a obter outra posição e, em 1758, mudou-se para Nantwich, Cheshire; nesse tempo, sentiu-se mais feliz. A congregação se importou menos com sua heterodoxia e ele, finalmente, estabeleceu com êxito uma escola. Ao contrário de muitos professores do tempo, Priestley ensinou seus alunos filosofia natural e até mesmo comprou instrumentos científicos para eles. Horrorizado com a qualidade dos livros disponíveis de gramática inglesa, Priestley escreveu o seu próprio: "The Rudiments of English Grammar" (Os Elementos de Gramática Inglesa, em português) (1761). Suas inovações na descrição da gramática inglesa e particularmente seus esforços para desassociá-la da gramática latina, levou os estudiosos do século XX a descrevê-lo como "um dos grandes gramáticos do seu tempo". Após a publicação do Rudiments e do sucesso de sua escola, a Academia Warrington ofereceu-lhe uma posição de professor em 1761.

## Academia Warrington (1761-67)

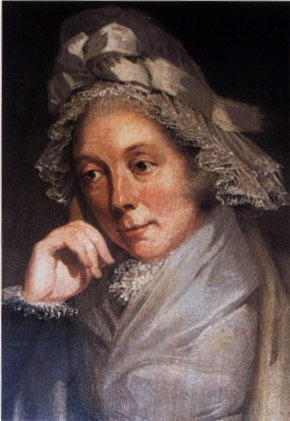
Mary Priestley, por Carl F. von Breda (1793); filha de Isaac Wilkinson, irmã do operador industrial John Wilkinson.

Em 1761, Priestley mudou-se para Warrington e assumiu o cargo de professor de línguas modernas e de retórico na Academia de Dissidentes da cidade, apesar de que ele teria preferido ensinar matemática e filosofia natural. Ele se encaixou bem em Warrington e fez amigos rapidamente. Em 23 de junho de 1762, casou-se com Mary Wilkinson de Wrexham. Do seu casamento, Priestley escreveu:

O casamento mostrou uma conexão muito adequada e feliz; minha esposa é uma mulher de um excelente entendimento, melhorou muito a leitura, de grande firmeza e força de espírito, e de um temperamento no mais alto grau afetuoso e generoso; sentia muito para os outros, e pouco para si mesma. Além disso, grande excelência em cada coisa relativa aos assuntos domésticos, ela me isentou totalmente de todos tipos de preocupação, que me permitiu dar todo o meu tempo para o progresso dos meus estudos, e os outros deveres da minha estação.

Em 17 de abril de 1763 tiveram uma filha, a quem chamaram de Sarah Priestley em homenagem à tia de Priestley.

### Pedagogo e historiador

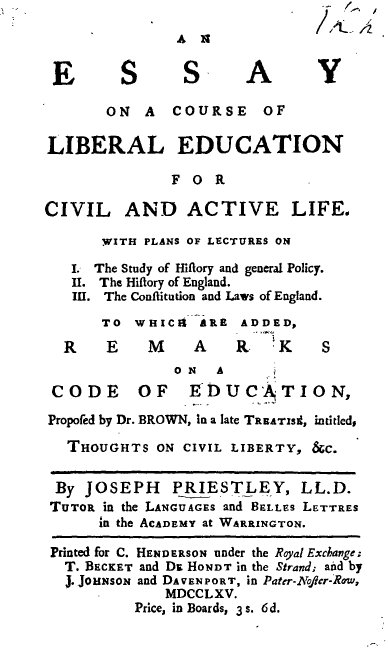
Título da página de Essay on a Course of Liberal Education for Civil and Active Life de Joseph Priestley.

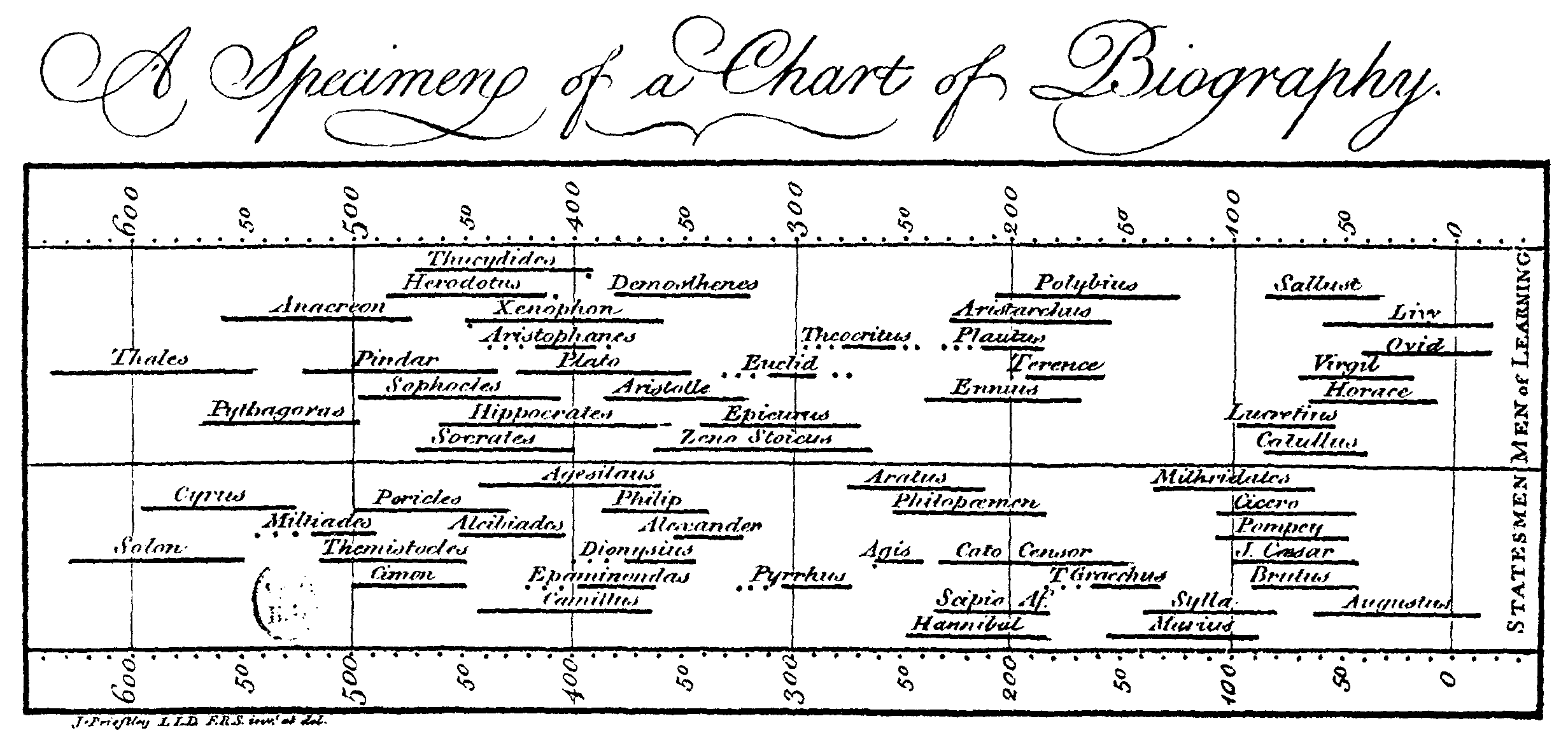
Uma versão separada de A Chart of Biography (1765); Priestley acreditava que seus Gráficos iriam "impressionar" aos estudantes "um pouco à imagem do estado de origem, evolução, extensão, duração e contemporaneidade de todos os grandes impérios que alguma vez existiram no mundo".

Todos os livros de Priestley que foram publicados enquanto lecionava em Warrington enfatizavam o estudo da história; ele considerou isso essencial para o sucesso da humanidade, bem como o crescimento religioso. Escreveu histórias da ciência e do Cristianismo, em um esforço para revelar o progresso da humanidade e, paradoxalmente, a perda de um puro "cristianismo primitivo".
Em "Essay on a Course of Liberal Education for Civil and Active Life" (Ensaio sobre um Curso de Educacão Liberal para uma Vida Civil e Ativa, em português) 1765), "Lectures on History and General Policy" (Palestras sobre História e Política Geral, em português) (1788), e outras obras, Priestley argumentou que a educação dos jovens deve antecipar as suas futuras necessidades práticas. Este princípio da utilidade guiou escolhas curriculares não convencionais para os aspirantes estudantes de Ensino Médio de Warrington. Ele recomendou línguas modernas, em vez de línguas clássicas e história moderna em vez de história antiga. Suas palestras sobre história eram particularmente revolucionárias; ele narrou um conto da história providencialista e naturalista, argumentando que o estudo da história favoreceu a compreensão das leis naturais de Deus. Além disso, sua perspectiva milenarista era intimamente ligada ao seu otimismo quanto ao progresso científico e à melhoria da humanidade. Ele acreditava que o povo poderia melhorar cada época a partir da anterior e que o estudo da história permitia que as pessoas percebessem e avançassem neste progresso. Uma vez que o estudo da história era um imperativo moral para Priestley, também promoveu a educação das mulheres de classe média, que era pouco comum na época. Alguns estudiosos da educação têm descrito Joseph Priestley como o escritor inglês mais importante sobre educação entre o século XVII de John Locke e o século XIX de Herbert Spencer. Lectures on History (Palestras sobre História, em português) foi bem-recebido e empregado por muitas instituições de ensino, tais como New College em Hackney, Brown, Princeton, Yale e Cambridge. Priestley desenhou dois gráficos para servir como um ajudante no estudo visual de suas palestras. Ambos eram populares durante décadas, e os tutores de Warrington ficaram tão impressionados com suas palestras e seus gráficos que eles conseguiram fazer a Universidade de Edimburgo atribuir-lhe o grau de Doutor de Leis em 1764.

#### História da Electricidade

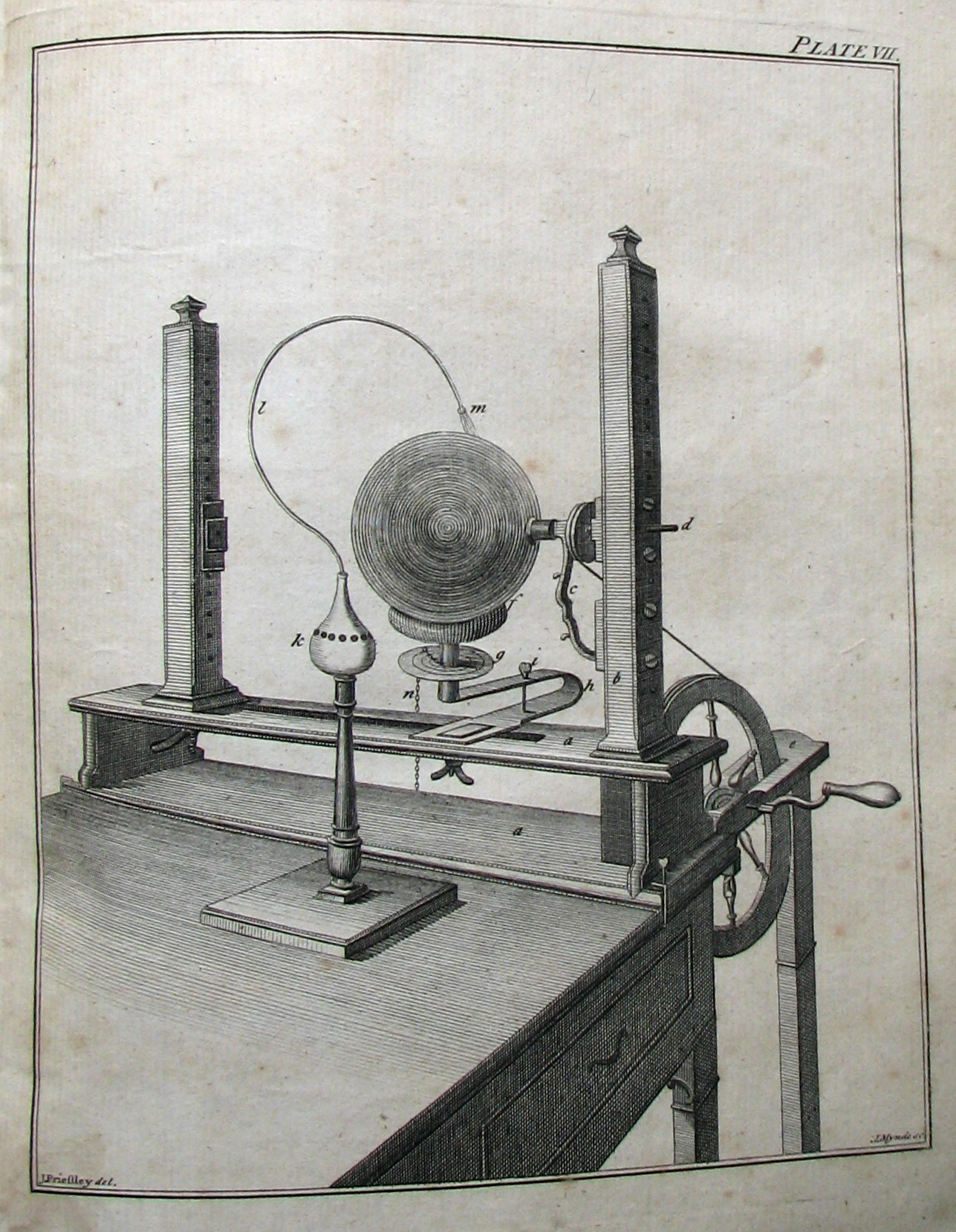
Máquina elétrica de Priestley para amadores experimentalistas, ilustrada na primeira edição de Familiar Introduction to Electricity (Introdução Familiar à Eletricidade, em português) (1768), que ele comercializou sem sucesso com seu irmão Timothy.

A atmosfera intelectualmente estimulante de Warrington, muitas vezes chamada de "Atenas do Norte" durante o século XVIII, incentivou Priestley a ter mais interesse pela filosofia natural. Ele deu palestras sobre anatomia e experiências relativas à temperatura realizadas com outro tutor em Warrington, o seu amigo John Seddon. Apesar de ter o seu horário lectivo bastante carregado, decidiu escrever um livro sobre a história da eletricidade. Alguns amigos apresentaram-lhe alguns dos melhores experimentalistas do Reino Unido - John Canton, William Watson e Benjamin Franklin, que estava de visita - os quais incentivaram Priestley a realizar os experimentos que ele queria incluir na sua história. No processo de replicação dos experimentos, Priestley ficou intrigado com perguntas sem respostas e foi solicitado a realizar experimentos em seu próprio estilo. Impressionado com os Gráficos e os manuscritos da história de electricidade de Priestley, Canton, Franklin, Watson, e Richard Price indicaram-no para uma bolsa na Royal Society, na qual ele aceitou em 1766.
Em 1767 as 700 páginas de "The History and Present State of Electricity" (A História e o Estado Presente da Electricidade, em português) foram publicadas com comentários positivos. A primeira metade do texto é uma história do estudo da electricidade até 1766; a segunda metade, mais influente, é uma descrição de teorias contemporâneas sobre eletricidade e sugestões para futuras pesquisas. Priestley relatou algumas das suas próprias descobertas na segunda seção, tais como a condutividade do carvão e de outras substâncias e da continuidade entre os condutores e não-condutores. Esta descoberta contrariou o que ele descreveu como "um dos primeiros e universalmente aceites axiomas da electricidade", que apenas água e metais poderiam conduzir electricidade. Esta e outras experiências sobre as propriedades elétricas, de materiais elétricos e sobre os efeitos das transformações químicas demonstraram seu contínuo interesse na relação entre as substâncias químicas e electricidade. Com base em experiências com campos modificados, Priestley foi também o primeiro a propor que a força elétrica seguia a lei-do-quadrado-inverso, semelhante à lei de Newton da gravitação universal. No entanto, ele não generalizou ou elaborou a proposta, e a lei geral foi enunciada pelo físico francês Charles-Augustin de Coulomb na década de 1780.
A força de Priestley como um filósofo natural foi mais qualitativa do que quantitativa e sua observação de "uma verdadeira corrente de ar" entre dois pontos eletrificados, mais tarde, interessou a Michael Faraday e James Clerk Maxwell, quando investigaram o electromagnetismo. Os textos de Priestley tornaram-se o padrão histórico sobre a electricidade durante mais de um século; Alessandro Volta (que mais tarde inventou a bateria), William Herschel (que descobriu a radiação infravermelha), e Henry Cavendish (que descobriu hidrogénio) seguiam esse texto. Priestley escreveu uma versão popular de "History of Electricity" (História da Eletricidade, em português) para o público em geral intitulado "A Familiar Introduction to the Study of Electricity" (Uma Introdução Familiar ao Estudo de Electricidade, em português) (1768).

## Leeds (1767–73)

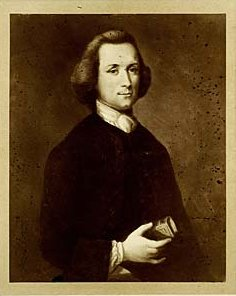
O primeiro retrato de Priestley, conhecido como o retrato "Leeds" (em torno de 1763); Excepto para o seu mandato na Comitê da Biblioteca de Leeds, Priestley não foi activo na vida social da cidade.

Talvez pela saúde ruim de Mary Priestley, ou por problemas financeiros, ou a vontade de demonstrar o seu valor à comunidade que o havia rejeitado na infância, Priestley mudou-se com sua família de Warrington para Leeds, em 1767, tornando-se ministro da Capela Mill Hill. Dois filhos nasceram da família Priestley em Leeds: Joseph Priestley Jr em 24 de julho de 1768 e William três anos mais tarde. Theophilus Lindsey, um reitor em Catterick, Yorkshire, se tornou um de seus poucos amigos, em Leeds, de quem ele escreveu: "Eu nunca publico nada relacionado com teologia, sem consultá-lo". Schofield conjectou que os integrantes de Mill Hill consideravam Priestley um herético. A cada ano Priestley viajava a Londres para se encontrar com o seu grande amigo e editor, Joseph Johnson, e para assistir a reuniões da Royal Society.

### Ministro da Capela Mill Hill

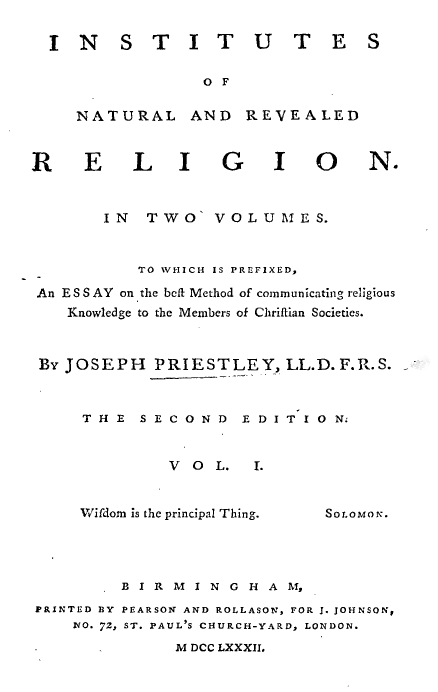
Priestley trabalhava em seu "Institutes of Natural and Revealed Religion" (Institutos de Religião Natural e Revelada, em português) desde os seus dias em Daventry.

Quando Priestley o seu tornou ministro, a Capela Mill Hill era uma das mais antigas e mais respeitadas Congregações de Dissidentes da Inglaterra. Entretanto, durante o século XVIII a congregação tinha-se fraturado em várias linhas doutrinais, e foi perdendo membros para o carismático movimento metodista. Priestley acreditava que educando os jovens, ele poderia reforçar os laços da congregação.
No seu magisterial Institutes of Natural and Revealed Religion (Institutos de Religião Natural e Revelada, em português) (1772-1774), de três volumes, Priestley delineou suas teorias de instrução religiosa. Mais importante, ele estabeleceu a sua crença no Socianismo. As doutrinas que explicou acabariam por se tornar as normas para unitários na Grã-Bretanha. Este trabalho marcou uma mudança no pensamento teológico de Priestley, o que é crítico para a compreensão de seus futuros escritos - isto preparou o caminho para o seu materialismo e necessitarismo (a crença de que um ser divino atua de acordo com leis necessárias da metafísica).
O mais importante argumento de Priestley em Institutes era que as únicas verdades religiosas reveladas que podem ser aceites são aquelas que estão de acordo com a experiência de cada um no mundo físico. Devido à sua posição religiosa ter sido profundamente ligada à sua compreensão da natureza, o texto de teísmo ficou oculto sobre o argumento teleológico. O Institutes chocou e horrorizou muitos leitores, principalmente porque desafiou dogmas cristãos, tais como a divindade de Cristo e de o milagre da Imaculada Conceição. Metodistas em Leeds escreveram um hino pedindo a Deus para que "expulse os unitários/ E que leve a sua doutrina para o inferno". Priestley quis retornar o Cristianismo à sua forma "primitiva" ou "pura", eliminando as corrupções, que a religião tinha acumulado ao longo dos séculos. A quarta parte dos Institutes, An History of the Corruptions of Christianity (Uma História das Corrupções do Cristianismo, em português), tornou-se tão longa que ele foi forçado a publicá-la separadamente em 1782. Acreditava que  Corruptions era "o mais valioso" trabalho que ele publicou. Exigindo que seus leitores se apliquem à lógica das ciências emergentes e a comparação da história com a Bíblia e o Cristianismo, ele alienou leitores religiosos e científicos - os leitores científicos não apreciaram ver a ciência usada na defesa da religião e leitores religiosos rejeitavam a aplicação da ciência na religião.

### Religioso controverso
Priestley envolveu-se em inúmeras guerras de propaganda política e religiosa. De acordo com Schofield, "ele entrou em cada controvérsia com uma convicção de ele estava certo, enquanto a maioria dos seus adversários estavam convencidos, desde o início, que ele estava maliciosa e propositadamente errado. Era capaz, então, de contrastar a sua doce razoabilidade com o rancor pessoal dos seus adversários". No entanto, como Schofield assinalou, Priestley raramente alterava a sua opinião, como resultado destes debates. Enquanto estava em Leeds, escreveu panfletos controversos sobre a Ceia do Senhor e sobre a doutrina calvinista; milhares de cópias foram publicadas, tornando-as as obras mais amplamente lidas de Priestley.
Priestley fundou o "Theological Repository" ("Repositório Teológico" em português) em 1768, um jornal comprometido com o inquérito aberto e racional de questões teológicas. Embora prometesse imprimir qualquer contribuição, só autores com a mesma opinião submeteram seus artigos. Ele era, portanto, obrigado a fornecer grande parte do próprio conteúdo do jornal (este material passou a ser a base de muitas de suas obras teológicas e metafísicas mais tarde). Após apenas alguns anos, devido à falta de fundos, foi forçado a cessar a publicação do jornal. Ele voltou com a ideia em 178 com resultados semelhantes.

### Defensor dos Dissidentes e filósofo político

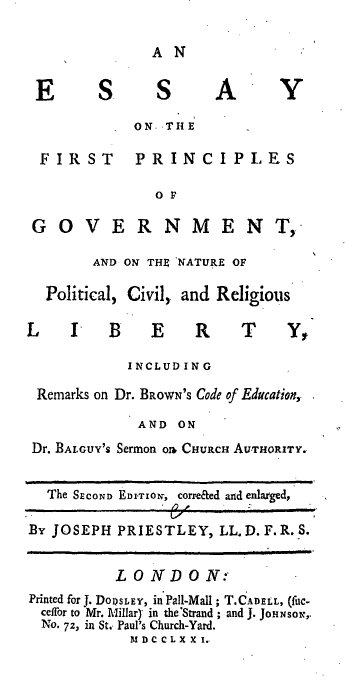
Essay on the First Principles of Government (1768) no início do século XIX influenciou muitos filósofos políticos, incluindo Jeremy Bentham.

Muitos dos escritos políticos de Priestley apoiaram a revogação do Ato de Prova e do Ato da Corporação, o que restringia o direito dos Dissidentes. Eles não poderiam exercer cargos políticos, servir nas forças armadas, ou assistir aulas de Oxford e Cambridge, a não ser que concordassem com os Trinta e Nove Artigos da Igreja da Inglaterra. Os Dissidentes repetidamente pediram ao Parlamento que revogasse os Atos, argumentando que estavam sendo tratados como cidadãos de segunda classe.
Os amigos de Priestley, particularmente outros Dissidentes Racionais, instaram-no a publicar um trabalho sobre as injustiças vividas pelos Dissidentes; o resultado foi o seu Essay on the First Principles of Government (Ensaio dos Primeiros Princípios do Governo, em português) (1768).
Um dos primeiros trabalhos da teoria da política liberal moderna e o tratamento de Priestley mais aprofundado do assunto, foi o que distinguiu os direitos políticos dos direitos civis com precisão e argumentou a expansão dos direitos civis. Priestley identificou a distinção das esferas públicas e privadas, alegando que o governo só deverá ter controle sobre a esfera pública. Educação e religião, em particular, eram assuntos privados de consciência e não devem ser administrados pelo Estado. Seu radicalismo surgiu mais tarde a partir de sua convicção de que o governo britânico estava a infringir estas liberdades individuais.
Priestley também defendeu os direitos dos Dissidentes contra os ataques de William Blackstone, um teórico legal eminente, cujo livro Comentários sobre as Leis de Inglaterra (1765-1769) tinha se tornado o guia legal padrão. O livro de Blackstone afirmou que a dissidência à Igreja Anglicana é um crime e que os Dissidentes não poderiam ser súbditos leais. Furioso, Priestley protestou com Remarks on Dr. Blackstone's Commentaries (1769) (Observações sobre os Comentários do Dr. Blackstone, em português), corrigindo a interpretação da lei do mesmo, a sua gramática (um assunto altamente politizado no momento), e história. Blackstone, pasmo, alterou as edições posteriores de seus Commentaries: reformulou as passagens agressivas e supriu as seções que alegavam que os Dissidentes não podiam ser pessoas leais, mas reteve sua descrição da Dissidência como um crime.

### Filósofo natural: electricidade, Óptica e água carbonatada
Embora Priestley tenha alegado que filosofia natural era apenas um passatempo, a levou a sério. Em História da Electricidade, descreveu um cientista com o promotor da "segurança e felicidade da humanidade". A ciência de Priestley foi eminentemente prática e raramente se preocupava com questões teóricas; o seu modelo foi Benjamin Franklin. Quando se mudou para Leeds, continuou suas experiências eléctricas e químicas (este último auxiliado por um abastecimento estável de dióxido de carbono a partir de uma cervejaria vizinha). Entre 1767 e 1770, apresentou cinco ideias à Royal Society a partir destes primeiros experimentos; as quatro primeiras exploraram descargas de corona e outros fenômenos relacionados com a descarga elétrica, enquanto o quinto relatou tópicos sobre a condutividade de carvão a partir de diferentes fontes. Seus posteriores trabalhos experimentais incidiram sobre química e pneumática.
Priestley publicou o primeiro volume da sua história projetada da filosofia experimental, The History and Present State of Discoveries Relating to Vision, Light and Colours (O Estado Histórico e Presente de Desobertas Relativas à Visão, à Luz e às Cores, em português) (designado por Óptica), em 1772. Deu uma atenção especial à história da óptica e apresentou excelentes declarações de experimentos, mas a sua deficiência em matemática fez com que ignorasse várias importantes teorias contemporâneas. Além disso, ele não incluiu nenhuma das seções práticas que tinha feito História da Electricidade tão popular entre os filósofos naturais experimentalistas. Ao contrário de História da Eletricidade, este não foi popular e teve apenas uma edição, apesar de ter sido o único livro em língua inglesa sobre o tema ao longo de 150 anos. Este texto escrito à pressa foi pouco vendido; os custos de pesquisa, redação e edição da Óptica convenceu Priestley a abandonar seu histórico da filosofia experimental.
Priestley foi candidato a posição de astrônomo para a segunda viagem para os Mares do Sul com James Cook, mas não foi escolhido. Ainda assim, ele deu uma pequena contribuição para essa viagem: ele forneceu a tripulação um método para fazer a água carbonatada, na qual ele erroneamente especulou como uma cura para o escorbuto. Ele então publicou um panfleto sobre Directions for Impregnating Water with Fixed Air (Direções para a Água Impregnada com Ar Fixado, em português) (1772). Priestley não explorou o potencial comercial da água carbonatada, mas outros como JJ Schweppe fizeram fortuna a partir dele. Em 1773 a Royal Society reconheceu as realizações da filosofia natural de Priestley, adjudicando-o com a Medalha Copley.
Os amigos de Priestley queriam encontrar-lhe uma posição financeiramente mais segura. Em 1772, questionado por Richard Price e Benjamin Franklin, Lord Shelburne escreveu-lhe uma carta, pedindo-lhe para dirigir a educação dos seus filhos e para atuar como seu assistente geral. Embora estivesse relutante em sacrificar sua posição no ministério, aceitou a proposta, demitindo-se da Capela Mill Hill em 20 de dezembro de 1772, e pregando o seu último sermão em 16 de maio de 1773.

## Calne (1773–80)

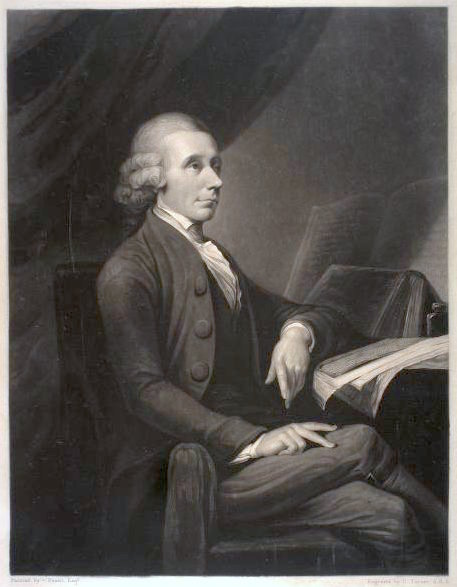
Gravura por Charles AE Turner (1836

) de um retrato de Priestley encomendado pelo seu editor e amigo próximo Joseph Johnson de Henry Fuseli.
Em 1773 a família Priestley mudou-se para Calne, Wiltshire e um ano mais tarde Lorde Shelburne e Priestley fizeram uma excursão pela Europa. De acordo com o amigo próximo, Theophilus Lindsey, ele "melhorou muito, pelo ponto de vista da humanidade em geral". Como consequência de seu regresso, facilmente cumpriu seus deveres como bibliotecário e tutor. A carga de trabalho foi intencionalmente fácil, permitindo-lhe tempo para exercer as suas investigações científicas e interesses teológicos. Priestley também se tornou um conselheiro político de Shelburne, recolhendo informações sobre assuntos parlamentares e servindo de ligação entre Shelburne com os dissidentes e os interesses norte-americanos. Quando seu terceiro filho nasceu em 24 de maio de 1777, eles chamaram-no de Henry por solicitação do Lorde.

### Filósofo materialista

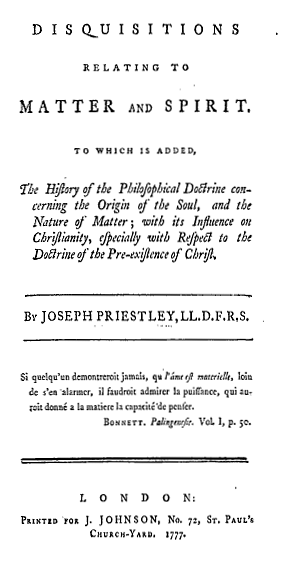
Até 1782, pelo menos uma dúzia de refutações hostis foram publicadas para Disquisitions relating to Matter and Spirit (Disquisições relacionadas com a Matéria e o Espírito, em português) (1777) e Priestley foi marcado como um ateu.

Priestley escreveu suas obras filosóficas mais importantes durante seus anos com Lorde Shelburne. Em uma série de grandes textos metafísicos publicados entre 1774 e 1780 - An Examination of Dr. Reid's Inquiry into the Human Mind (Um exame do Inquérito do Dr. Reid sobre a mente humana, em português) (1774), Hartley's Theory of the Human Mind on the Principle of the Association of Ideas (Teoria da Mente Humana de Hartley sobre o Princípio da Associação de Ideias, em português) (1775), Disquisitions relating to Matter and Spirit (Disquisições relacionadas com a Matéria e o Espírito, em português) (1777), The Doctrine of Philosophical Necessity (A Doutrina da Necessidade Filosófica, em português) (1777), Letters to a Philosophical Unbeliever (Cartas para um Incrédulo Filosófico, em português) (1780) - ele defende uma filosofia que incorpora quatro conceitos: determinismo, materialismo, causalidade, e necessitarismo. Ao estudar o mundo natural, argumentou Pristley, as pessoas aprenderiam a se tornar mais compassivas, felizes e prósperas.
Priestley insistiu fortemente na ideia de que não existe um dualismo mente-corpo, e propôs uma filosofia materialista nestas obras, ou seja, baseado no princípio de que tudo no universo é feito de matéria e que nós podemos percebê-la. Também sustentou que discutir a alma é impossível, porque a alma é feita de uma substância divina, e a humanidade não pode perceber o divino. Apesar da sua separação entre o divino e o mortal, esta posição chocou e indignou muitos dos seus leitores, que acreditavam que esse dualismo fosse necessário para a alma existir.
Respondendo ao Système de la Nature (Sistema da Natureza, em português) (1770) do Barão d'Holbach e ao Dialogues Concerning Natural Religion (Diálogos Relativos à Religião Natural, em português) (1779) de David Hume, bem como as obras de filósofos franceses, Priestley sustentou que o materialismo e o determinismo poderiam ser reconciliados com uma crença em Deus. Ele criticou aqueles cuja fé foi moldada por livros e por moda, tirando uma analogia entre o cepticismo do homem educado e a credulidade das massas populares.
Defendendo que os seres humanos não tinham livre-arbítrio, Priestley argumentou que o que ele chamava de "necessidade filosófica" (semelhante ao determinismo absoluto) é consonante com o Cristianismo; esta foi uma posição baseada em seu entendimento do mundo natural. Sustentou que, tal como o resto da natureza, a mente do homem está sujeita às leis da causalidade, mas porque um benevolente Deus criou estas leis, o mundo e as pessoas acabarão por ser aperfeiçoados. O mal é, portanto, apenas uma imperfeita compreensão do mundo.
Apesar do trabalho filosófico de Priestley ter sido caracterizado como "audacioso e original", - este retira ensinamentos de mais antigas tradições filosóficas sobre os problemas de livre-arbítrio, determinismo, e materialismo. Por exemplo, o filósofo do século XVII Bento de Espinosa também argumentou sobre determinismo absoluto e materialismo absoluto. Tal como Espinosa e Priestley, Leibniz argumentou que a vontade humana era completamente determinada por leis naturais; No entanto, ao contrário deles, Leibniz argumentou a favor de um "universo paralelo" imaterial de objectos (como as almas humanas) de tal modo organizado por Deus que os seus resultados concordam exatamente com as do universo material. Leibniz e Priestley partilham de um otimismo de que Deus tenha escolhido uma cadeia de acontecimentos benevolentemente; no entanto, Priestley acreditava que os acontecimentos se estavam dirigindo a uma conclusão gloriosa e Milenaristas, enquanto que para Leibniz, a cadeia de eventos inteira foi otimizada, em comparação com outras cadeias de eventos concebíveis.

### Fundador do Unitarismo
Quando o amigo Theophilus Lindsey decidiu encontrar uma nova denominação cristã que não iria restringir os as crenças dos seus membros, Priestley e outros acorreram a ajudá-lo. Em 17 de abril de 1774, Lindsey realizou o primeiro serviço unitário na Grã-Bretanha; ele mesmo havia projetado sua própria liturgia, a qual era criticada por muitos. Priestley defendeu o seu amigo no panfleto Letter to a Layman, on the Subject of the Rev. Mr. Lindsey's Proposal for a Reformed English Church (Carta para um leigo, sobre a proposta do Dr. Lindsey para uma Igreja Anglicana Reformada, em português (1774), alegando que apenas a forma de culto tinha sido alterada, e não a sua substância, e atacando aqueles que seguiam a religião como uma moda. Priestley participou da Igreja de Lindsey regularmente na década de 1770 e, ocasionalmente, pregou lá. Continuou a apoiar unitários institucionalizados no resto de sua vida, escrevendo várias defesas do unitarismo e incentivando a fundação de novas capelas unitárias em toda Grã-Bretanha e Estados Unidos.

### Experimentos e Observações em Diferentes Tipos de Ar

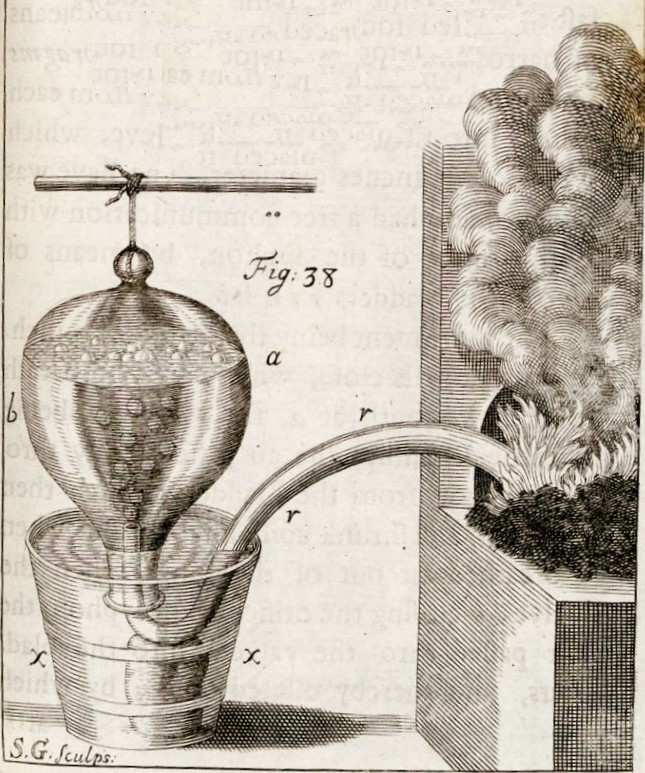
Priestley usou uma versão modificada da gamela pneumática de Stephen Hales para realizar o teste do ar nitroso e outros experimentos.

Os anos de Priestley em Calne foram os únicos em sua vida dominados pela investigação científica, pois eles também foram os mais fecundos cientificamente. Seus experimentos foram quase totalmente confinados a "ares", e a partir deste trabalho surgiu os seus mais importantes textos científicos: os seis volumes de Experiments and Observations on Different Kinds of Air (Experimentos e Observações em Diferentes Tipos de Ar, em português) (1774-1786). Estas experiências contribuíram para repudiar os últimos vestígios da teoria dos quatro elementos, que Priestley tentava substituir com a sua própria variação da Teoria do flogisto. Segundo essa teoria do século XVIII, a combustão ou oxidação de uma substância corresponde à libertação de uma substância material, o flogisto.
O trabalho de Priestley sobre os "ares" não é facilmente classificado. Como o historiador da ciência Simon Schaffer escreveu, o trabalho de Priestley "tem sido visto como um ramo da física, ou química, ou filosofia natural, ou uma excessivamente idiossincrática versão de Priestley da própria invenção.". Além disso, os volumes foram ao mesmo tempo um esforço científico e político, na qual Priestley afirma que a ciência possa destruir a "indevida e usurpada autoridade" e que o governo tem "razão para tremer até mesmo em presença de uma bomba de ar ou de uma máquina elétrica".
O Volume I de Experiments and Observations on Different Kinds of Air delineou várias descobertas: "ar nitroso" (óxido nítrico, NO); "vapor de espírito de sal", mais tarde chamado de "ar ácido" ou "ar ácido marinho" (Ácido Clorídrico Anidro, HCl); "ar alcalino" (amoníaco, NH3); "atenuado" ou "ar nitroso deflogisticado" (óxido nitroso, N2O), e, mais famosa, "ar desflogisticado" (oxigênio, O2), bem como resultados experimentais que acabariam por levar à descoberta da fotossíntese. Priestley também desenvolveu um "teste de ar nitroso" para determinar a "bondade do ar". Usando uma gamela pneumática, ele misturava ar nitroso com uma amostra, sobre água ou mercúrio, e media a diminuição do volume - o princípio da eudiometria. Depois de uma pequena história do estudo de ares, ele explicou suas próprias experiências em um estilo aberto e sincero. Tal como um biógrafo iniciante escreve, "seja o que for que saiba, o que pense, ele diz: dúvidas, perplexidades, erros são esclarecidos com a mais refrescante franqueza.". Também descreveu seus aparelhos baratos e de fácil montagem experimental; seus colegas, por isso, acreditavam que poderiam facilmente reproduzir suas experiências. Perante inconsistentes resultados experimentais, empregou a Teoria do flogisto. Isso, no entanto, o levou a concluir que havia apenas três tipos de "ares": "fixos", "alcalinos", e "ácidos". Priestley dispensou a química florescente do seu tempo. Em vez disso, focou-se nos gases e nas "mudanças em suas propriedades sensíveis", como tinham feito filósofos naturais antes dele. Isolou o monóxido de carbono (CO), mas aparentemente não percebeu que se tratava de um "ar" distinto.

#### Descoberta do oxigénio

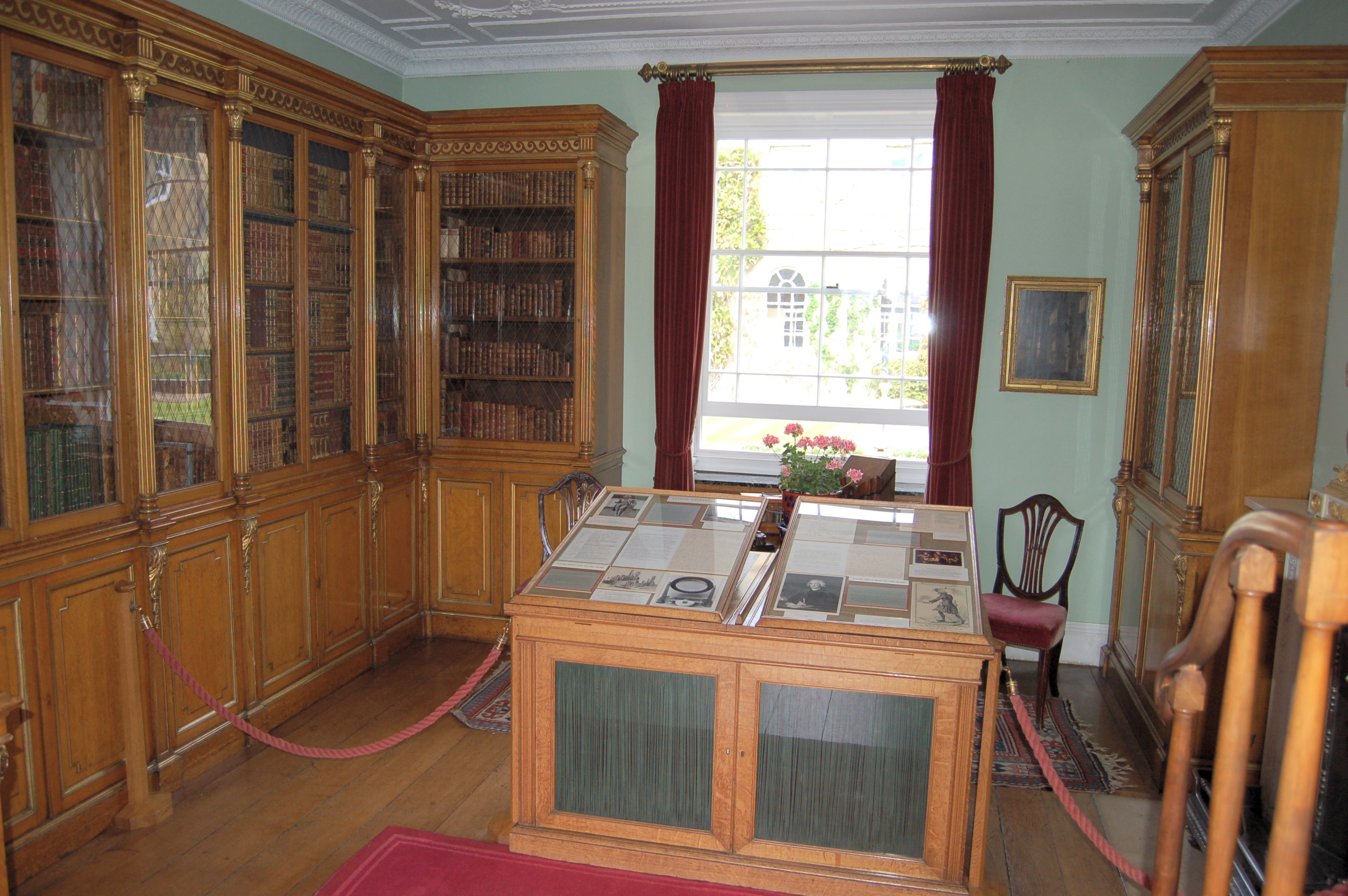
O laboratório no qual Priestley descobriu o oxigênio em Bowood House. O laboratório fora construído pelo Lorde Shelburne.

Em agosto de 1774 Priestley isolou um "ar" que parecia ser completamente novo, mas não teve a oportunidade de prosseguir o assunto porque estava prestes a fazer uma excursão na Europa com Shelburne. Em Paris, no entanto, conseguiu reproduzir a experiência para outros, incluindo o químico francês Antoine Lavoisier. Após voltar para a Grã-Bretanha em janeiro de 1775, ele continuou suas experiências e descobriu o "ar vitrólico ácido" (dióxido de enxofre, SO2).
Em Março, ele escreveu para várias pessoas o que diz respeito ao novo "ar" que tinha descoberto em Agosto. Uma dessas cartas foi lida em voz alta para a Royal Society em um documento descrevendo o descobrimento, intitulado "An Account of Further Discoveries in Air" ("Uma Conta dos Novos Descobrimentos no Ar", em português), foi publicado na revista da Sociedade Philosophical Transactions of the Royal Society. Priestley chamou a nova substância de "ar deflogisticado", na qual ele fez na famosa experiência de focalizar os raios do sol sobre uma amostra de óxido de mercúrio. Ele foi o primeiro que testou em ratos, que surpreenderam-no sobrevivendo pelo bastante tempo numa armadilha cheia com o "ar", e depois sobre si mesmo, escrevendo que era "cinco ou seis vezes melhor do que ar comum para efeitos de respiração, inflamação e, creio, qualquer um outro uso para o ar atmosférico normal". Em 1778 o gás foi renomeado oxigênio (O2) por Lavoisier.[carece de fontes?]
Priestley agregou fatos como sua descoberta do oxigénio e de vários outros em um segundo volume de Experiments and Observations on Air (Experimentos e Observações sobre Ar, em português) (1776). Ele não enfatizou sua descoberta do "ar desflogisticado" (deixando-a para a terceira parte do volume), mas em vez disso, argumentou no prefácio como foram importantes as descobertas para a religião racional. Sua obra narrou a descoberta, por ordem cronológica, narrando os longos intervalos entre as suas primeiras experiências e a sua confusão inicial; assim, é difícil determinar exatamente quando Priestley "descobriu" o oxigênio. Essa data é importante, visto que tanto Lavoisier com o farmacêutico sueco Carl Wilhelm Scheele tinham fortes reivindicações para a descoberta do oxigênio. Scheele foi o primeiro a isolar o gás (embora ele tenha publicado após Priestley) e Lavoisier foi o primeiro a descrevê-la como um "ar próprio, sem alteração" purificado (ou seja, o primeiro a explicar o oxigênio sem a Teoria do flogisto).
No seu documento intitulado "Observations on Respiration and the Use of the Blood" ("Observações sobre Respiração e o Uso do Sangue", em português), Priestley foi o primeiro a sugerir uma ligação entre sangue e ar, mas fê-lo usando Teoria do flogisto. No típico jeito de Priestley, ele prefaciou a obra com um estudo da história da respiração. Um ano depois, claramente influenciado por Priestley, Lavoisier discutiu a respiração também na Académie des sciences. O trabalho de Lavoisier começou a longa sequência de descobertas que produziu artigos sobre oxigênio e respiração e culminou no abandono de Teoria do flogisto e do estabelecimento da química moderna.
Por volta de 1779 Priestley e Shelburne tiveram uma ruptura; os motivos precisos permanecem pouco claros. Shelburne culpou a saúde de Priestley, enquanto Priestley alegou que Shelburne não tinha qualquer nova utilização para ele. Alguns contemporâneos especularam que as palavras de Priestley tinham ferido a carreira política de Shelburne. Schofield argumentou que a razão mais provável para o desentendimento era o recente casamento de Shelburne com Louisa Fitzpatrick - aparentemente, ela não gostava da Família Priestley. Embora Priestley considerou que se deslocassem para a América, finalmente aceitou a oferta de New Meeting, em Birmingham, para ser seu ministro.

## Birmingham (1780–91)
Em 1780 a Família Priestley mudou-se para Birmingham e passou uma década feliz, rodeado por velhos amigos, até que eles foram obrigados a fugir em 1791 de uma violenta multidão de fanáticos religiosos. Priestley aceitou um cargo ministerial em New Meeting sobre a condição de que ele seria obrigado a pregar e ensinar apenas aos domingos, a fim de que ele teria tempo para a escrita e suas experiências científicas. Tal como em Leeds, estabeleceu aulas para os jovens da sua paróquia e em 1781, ele dava aulas a 150 alunos. O salário de Priestley, em New Meeting, era de apenas 100 guinéus, assim, amigos e paroquianos doaram dinheiro e bens para ajudá-lo a continuar suas investigações.

### Revolução Química
Muitos dos amigos que Priestley fez em Birmingham eram membros da Lunar Society, um grupo de fabricantes, inventores e filósofos naturais que reuniam-se mensalmente para discutir os seus trabalhos. O núcleo do grupo incluía homens como o produtor Matthew Boulton, o químico e geólogo James Keir, o engenheiro mecânico e inventor James Watt, e o botânico, químico e geólogo, William Withering. Priestley foi convidado a participar desta sociedade e contribuiu muito para o progresso da sociedade e seus membros, a partir de seus trabalhos. Como resultado desse estímulo intelectual do meio ambiente, ele publicou vários artigos científicos importantes, incluindo "Experiments relating to Phlogiston, and the seeming Conversion of Water into Air" ("Experimentos relacionados com Flogisto, e a aparente conversão da Água no Ar", em português) (1783). A primeira parte tenta refutar os argumentos de Lavoisier para o seu trabalho em oxigênio, a segunda parte descreve como o vapor é "convertido" em ar. Após diversas variações de experimentos com diferentes substâncias como o combustível e aparatos coletados (que produziram resultados diferentes), ele concluiu que poderiam viajar através do ar mais substâncias do que anteriormente se achava, uma conclusão "contrária a todos os conhecidos princípios da hidrostática". Esta descoberta, juntamente com o seu trabalho que mais tarde iria ser reconhecido como de difusão gasosa, acabaria por levar Thomas Graham e John Dalton a formular a Teoria cinética dos gases.

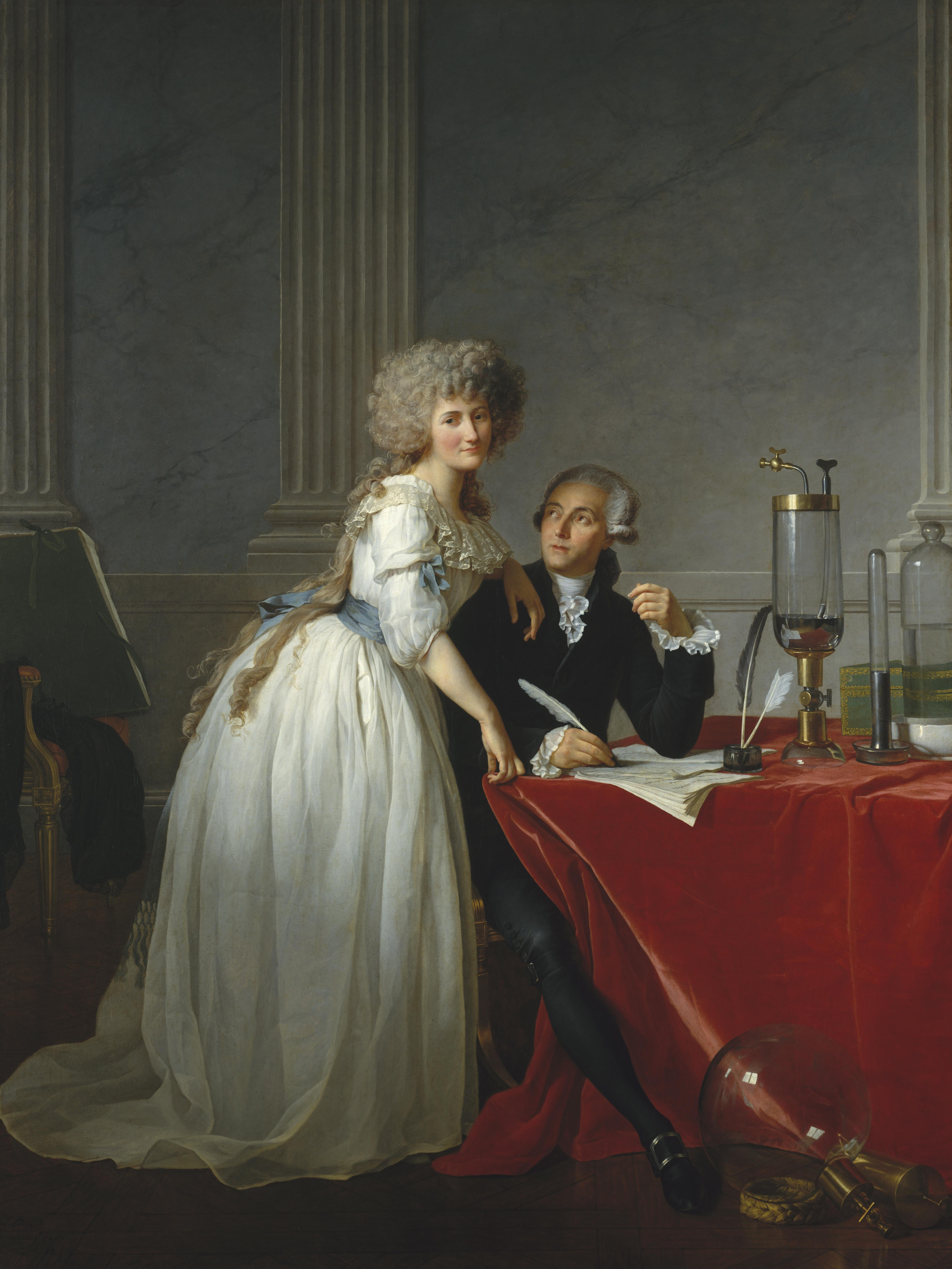
Antoine Lavoisier e sua esposa, por Jacques-Louis David.

Em 1777 Antoine Lavoisier tinha publicado Réflexions sur le phlogistique pour servir de suite à la théorie de la combustion et de la calcination (Reflexões sobre o flogisto para servir como a teoria da combustão e calcinação, em português), o primeiro dos quais revelaram-se uma série de ataques a Teoria do flogisto; Priestley respondeu a esses ataques em 1783. Enquanto aceitasse partes da teoria de Lavoisier, não era preparado para favorecer as grandes revoluções propostas por ele: a derrubada do flogisto, concebida em torno de elementos químicos e compostos químicos e de uma nova nomenclatura. Os experimentos originais de Priestley no "ar desflogisticado" (oxigênio), combustão, e água provieram Lavoisier com os dados que ele precisava para construir partes de seu sistema dos elementos; ainda que Priestley nunca tenha aceitado as novas teorias de Lavoisier ele continuou a defender a teoria do flogisto para o resto de sua vida. O sistema de Lavoisier foi baseado grandemente na parte sobre o conceito quantitativo que massa não é se quer criada nem destruída em reacções químicas (ou seja, a conservação da massa). Em contrapartida, Priestley preferiu observar mudanças qualitativas em calor, cor, e particularmente volume. Seus "ares" experimentados foram testados em "sua solubilidade na água, seu poder de apoio ou extinção da chama, se forem respiráveis, como se comportaram com ácido e ar alcalino, e com o óxido nítrico e o ar inflamável e, por último, como eles foram afectados pela faísca elétrica".
Em 1789, quando Lavoisier publicou seu Traité élémentaire de chimie (Tratado elementar de química, em português) e fundou o Annales de Chimie, a nova química havia sua própria. Priestley publicou vários artigos científicos em Birmingham, a maioria tentando refutar Lavoisier. Ele e outros membros da Lunar Society argumentaram que o novo sistema francês era demasiado caro, demasiado difícil de teste, e desnecessariamente complexo. Priestley, em particular, rejeitou a sua aura de "estabelecimento". No final, prevaleceu a opinião de Lavoisier: sua nova química introduziu muitos dos princípios em que se funda a química moderna.
O recuso de Priestley a aceitar a "nova química" de Lavoisier - como a conservação da massa - e sua vontade de aderir a uma menos satisfatória teoria deixou perplexos muitos estudiosos. Schofield explica isso assim: "Priestley nunca foi um químico, estava na época moderna, e até mesmo um homem no sentido Lavoisiano, ele nunca foi um cientista. Ele foi um filósofo natural, preocupado com a economia da natureza e obcecado com a ideia de uma unidade, na teologia e na natureza". O historiador da ciência John McEvoy largamente concorda, escrevendo que o ponto de vista da natureza de Priestley interage a coexistência com Deus e, portanto, ele encorajou-se a centralizar-se em factos sobre hipóteses e teorias, incitando-o rejeitar o sistema de Lavoisier. McEvoy argumenta que "A oposição isolada e solitária de Priestley para a teoria do oxigênio era uma medida da preocupação de seus interesses pelos princípios da liberdade intelectual, da igualdade e do inquérito epistémico crítico". Priestley reclamou consigo próprio no último volume de Experiments and Observations que a sua mais valiosa obra era sobre teologia, porque era "superior em dignidade e importância".

### Defensor dos Dissidentes e dos Revolucionários Franceses

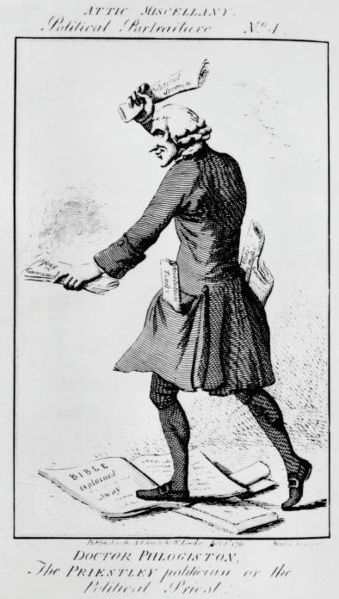
DOUTOR FLOGISTO,
A política de PRIESTLEY ou uma Política de Clérigo ---- Este desenho antiPriestley mostra-lhe atropelando a Bíblia e queimando documentos representando a liberdade inglesa. "Ensaios em Matéria e Espírito", "Pólvora", e "Revolução dos Brindes" boja do seu bolso.

Embora Priestley estivesse ocupado defendendo a Teoria do flogisto dos "novos químicos modernos", a maior parte do que publicou em Birmingham foi sobre teologia. Em 1782 ele publicou o seu quarto volume de Institutes, An History of the Corruptions of Christianity (Uma História das Corrupções do Cristianismo, em português), descrevendo como ele achava que os ensinamentos do início da Igreja Cristã tinham sido "corrompidos" ou distorcidos. Schofield descreve o trabalho como "derivado, desorganizado, com muitas palavras, repetitivo, detalhado, exaustivo, e argumentou que era desavantajoso". O texto aborda questões que vão desde a divindade de Cristo até a Ceia do Senhor. Priestley prosseguiu, em 1786, com o livro intitulado provocatoriamente, An History of Early Opinions concerning Jesus Christ, compiled from Original Writers, proving that the Christian Church was at first Unitarian (Uma História das Opiniões relativas a Jesus Cristo, compilado por Escritores Originais, comprovando que a Igreja Cristã foi a primeira Unitária., em português). Thomas Jefferson, mais tarde, escreveu sobre o profundo efeito que estes dois livros tinham tido sobre ele: "Eu li o seu Corrupções do Cristianismo, e Opiniões relativas a Jesus Cristo, uma e outra vez, e eu me baseio neles… como uma base da minha própria fé. Estes escritos nunca foram respondidos". Embora alguns leitores como Jefferson e outros Dissidentes Racionais aprovaram a obra, ela foi rudemente revistada por causa da sua extrema posição teológica, particularmente a sua rejeição da Santíssima Trindade.
Em 1785, enquanto Priestley estava envolvido na guerra de panfletos sobre Corruptions, ele publicou também The Importance and Extent of Free Enquiry (A Importância e o Alcance da Liberdade de Inquérito, em português), alegando que a reforma protestante não tinha realmente reformado a Igreja Católica. Nas palavras que iriam ferver em mais de um debate nacional, ele desafiou seus leitores a promulgar a mudança:
| “ | Não sejamos, pois, desencorajados, embora, do presente, não devemos ver nenhum grande número de igrejas declaradamente unitárias… Somos, por assim dizer, pólvora, que, grão por grão, no âmbito do antigo edifício do erro e superstição, que uma única vela pode reacender a seguir, de modo a produzir uma explosão instantânea, em consequência da qual esse edifício, a edificação de que tem sido o trabalho de idades, podem ser derrubados em um momento, tão eficazmente e a mesma fundação nunca poderia ser erguida outra vez… | ” |

Embora desencorajado pelos amigos de utilizar esse tipo de linguagem inflamatória, Priestley se recusou a voltar para baixo de suas opiniões na imprensa escrita. Após a publicação deste aparente apelo à revolução em bojo da Revolução Francesa, panfletários intensificaram os ataques deles a Priestley e ele e sua igreja foram ameaçados com uma ação legal.
Em 1787, 1789 e 1790 os Dissidentes tentaram novamente revogar o Ato de Prova e Ato da Corporação de 1661. Embora inicialmente parecia que eles poderiam ter êxito, por volta de 1790, com os receios de revolução pairando no Parlamento Britânico, poucos foram seduzidos pelos apelos à igualdade de direitos. Caricaturas políticas, um dos meios mais eficazes e populares da época, detonou os Dissidentes e Priestley. No Parlamento, William Pitt e Edmund Burke argumentaram contra a revogação, uma traição que irritou Priestley e seus amigos, que tinham esperado esses dois homens de apoio. Escreveu uma série de Cartas para William Pitt e as Cartas para Burke, em uma tentativa de persuadi-los, mas só estas publicações revoltaram ainda mais a população contra ele.
Dissidentes que apoiaram a Revolução Francesa vieram sob suspeita crescente de cepticismo quanto o crescimento da revolução. Na sua propaganda contra os "radicais", a administração de William Pitt utilizou a declaração de "pólvora" para argumentar que Priestley e outros Dissidentes queriam derrubar o governo. Edmund Burke, em seu famoso Reflections on the Revolution in France (Reflexões sobre a Revolução na França, em português) (1790), vinculou filósofos naturais, Priestley e, especificamente, a Revolução Francesa, escrevendo que radicais, que apoiaram a ciência na Grã-Bretanha "consideraram o homem nas suas experiências não mais do que eles fazem em um ratinho de testes". Burke também associou princípios republicanos com a alquimia e o ar insubstancial, escarniando o trabalho científico realizado por ambos Priestley e químicos franceses. Ele fez escritos muito tardios de ligações entre a "Pólvora Joe", a ciência, e Lavoisier - no qual estava aperfeiçoando a pólvora para a França em suas guerras revolucionárias contra a Grã-Bretanha. Paradoxalmente, um estadista secular, Burke, argumentou contra a ciência e manteve que a religião deve ser a base da sociedade civil, considerando que um ministro Dissidente, Priestley, argumentou que a religião não poderia fornecer a base para a sociedade civil e deveria ser restrito a uma vida privada.

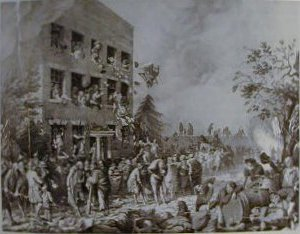
Imagem dos Tumultos de Birmingham de 1791, também conhecido como "Tumultos de Priestley".

### Tumultos de Birmingham de 1791
O ânimo que vinha crescendo contra Dissidentes e apoiantes das revoluções americana e francesa explodiu em julho de 1791. Priestley e vários outros Dissidentes severos tinham organizado ter um jantar de celebração do aniversário da tomada da Bastilha, uma ação provocatória em um país onde havia muitos contra a Revolução Francesa e temiam que ela pudesse se espalhar por toda a Grã-Bretanha. Temendo violência, Priestley foi convencido por seus amigos a não comparecer. Desordeiros se reuniram à porta do hotel durante o banquete e atacaram os participantes. Eles se mudaram para as igrejas Novo Encontro e Velho Encontro — os revoltosos incendiaram ambas. Priestley e sua mulher fugiram de suas casas, embora o seu filho William e outros ficavam para trás, para proteger os seus bens, a máfia ultrapassou-os e incendiou sua casa, destruíram o seu valioso laboratório e todos os pertences da família. Outras casas de Dissidentes foram incendiadas durante os três dias de motim. Priestley passou vários dias escondido com os amigos até que ele foi capaz de viajar com segurança para Londres. Os ataques executados cautelosamente pela "máfia" e os ensaios farsantes de apenas um punhado de "líderes" convenceu muitos na época — e historiadores modernos depois — que os atentados foram planeados e autorizados pelo magistrado local de Birmingham. Quando o Rei Jorge III acabou por ser forçado a enviar tropas para a área, ele disse: "Não posso deixar de sentir bem agradecido que Priestley é o sofredor para as doutrinas que ele e o seu partido têm inculcado, e que as pessoas o vêem em sua verdadeira luz".

## Hackney (1791–94)
Não sendo possível regressar a Birmingham, a família Priestley estabeleceu-se em Clapton, perto de Hackney, onde Priestley deu uma série de palestras sobre história e filosofia natural na Academia de Dissidentes, New College. Amigos ajudaram o casal a reconstruir suas vidas, contribuindo com dinheiro, livros e equipamento de laboratório. Priestley tentou obter a restituição do governo para a destruição de sua propriedade em Birmingham, mas ele nunca foi totalmente reembolsado. Ele também publicou An Appeal to the Public on the Subject of the Riots in Birmingham (Um Apelo ao Público sobre o Tema dos Tumultos em Birmingham, em português) (1791), na qual indicou a população de Birmingham para permitir os motins de ocorrerem e de "violar os princípios do governo Inglês".
Os amigos exortaram-no a deixar o Reino Unido e emigrar para a França ou o novo Estados Unidos, apesar de que Priestley tenha recebido uma nomeação para pregar na congregação da Gravel Pit Metting. Os sermões que pregava ali, especialmente os dois Sermões de Jejum, refletem o seu crescente milenarismo e a sua convicção de que o fim do mundo estava se aproximando. Depois de comparar as profecias bíblicas a histórias recentes, Priestley concluiu que a Revolução Francesa foi um prenúncio da Segunda vinda de Cristo. Suas obras tinham sempre um elenco milenar, mas após o início da Revolução Francesa, esta tensão aumentou. Escreveu a um jovem amigo que, embora ele próprio não iria ver a Segunda Vinda, o seu amigo "provavelmente viveria para ver isto… Isto não pode, eu acho, mais do que vinte anos [daqui pra frente]".
A vida cotidiana se tornou mais difícil para a família: Priestley foi queimado em efígie junto com Thomas Paine; charges de políticas viciosas continuaram a ser publicadas sobre ele; cartas foram enviadas a ele de todo o país, comparando-o ao diabo e Guy Fawkes; os amigos da Academia Real distanciaram-se. Como as penalidades se tornaram mais severas para aqueles que se manifestaram contra o governo, e apesar de ser eleito para a Convenção Nacional Francesa por três ministérios distintos, em 1792, decidiu avançar com a sua família para os Estados Unidos. Cinco semanas após a saída de Priestley, a administração de William Pitt começou a prender radicais pelo libelo sedicioso, o que resultou no famoso Teste de Traição de 1794.

## Pensilvânia (1794–1804)

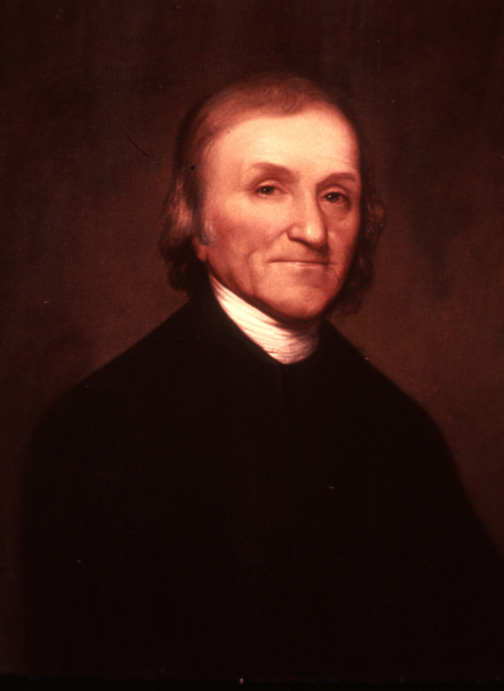
Priestley, pintado nos últimos anos de sua vida por Rembrandt Peale (ca. 1800); Americanos conheciam Priestley menos como um homem de ciência e mais como um defensor da liberdade das colônias e dos Dissidentes.

A família Priestley chegou na cidade de Nova Iorque em 1794. Eles foram imediatamente aclamados por várias facções políticas que vieram para ganhar o endosso de Priestley. Ele diminuiu os seus rogos, na esperança de evitar desentendimentos políticos neste novo país. Como o casal deslocou-se à sua nova casa em Northumberland, Pensilvânia, eles pararam em Filadélfia, onde Priestley deu uma série de sermões e ajudou a fundar a Primeira Igreja Unitária de Filadélfia. Rejeitou a oportunidade de ensinar química na Universidade da Pensilvânia, e o casal começou a construir uma casa no campo.
As tentativas para evitar controvérsias políticas nos Estados Unidos fracassaram. Em 1795 William Cobbett publicou Observations on the Emigration of Dr. Joseph Priestley (Observações sobre a Emigração do Dr. Joseph Priestley, em português), na qual o acusou de traição contra o Reino Unido e a tentativa de minar sua credibilidade científica. Sua reputação caiu ainda mais quando Cobbett conseguiu obter um conjunto de cartas enviadas a Priestley pelos impressor radical John Hurford Stone e a romancista liberal Helen Maria Williams, que estavam ambos vivendo na França revolucionária. Cobbett publicou as cartas no seu jornal, afirmando que Priestley e seus amigos estavam fomentando uma revolução. Priestley acabou por ser forçado a defender-se na impressão.
Relações familiares também fizeram o tempo de Priestley nos Estados Unidos difícil. O filho dele, Henry morreu em 1795, provavelmente de malária. Mary Priestley morreu pouco depois, em 1796, ela já estava doente e nunca se recuperou totalmente após o choque da morte de seu filho. Após a morte de sua mulher, Priestley escreveu a um amigo: "Eu me sinto muito triste e incapaz de realizar os esforços que eu costumava fazer. Tendo sido muito doméstico, lendo e escrevendo com a minha mulher sentada perto de mim, freqüentemente lendo com ela; eu sinto falta dela por todo o lado". As relações de sua família se deterioraram ainda mais em 1800, quando um jornal local da Pensilvânia publicou um artigo acusando William Priestley de ter sido intoxicado com "princípios franceses", e ter tentado envenenar a família inteira - tanto o pai como o filho negaram vigorosamente a história.

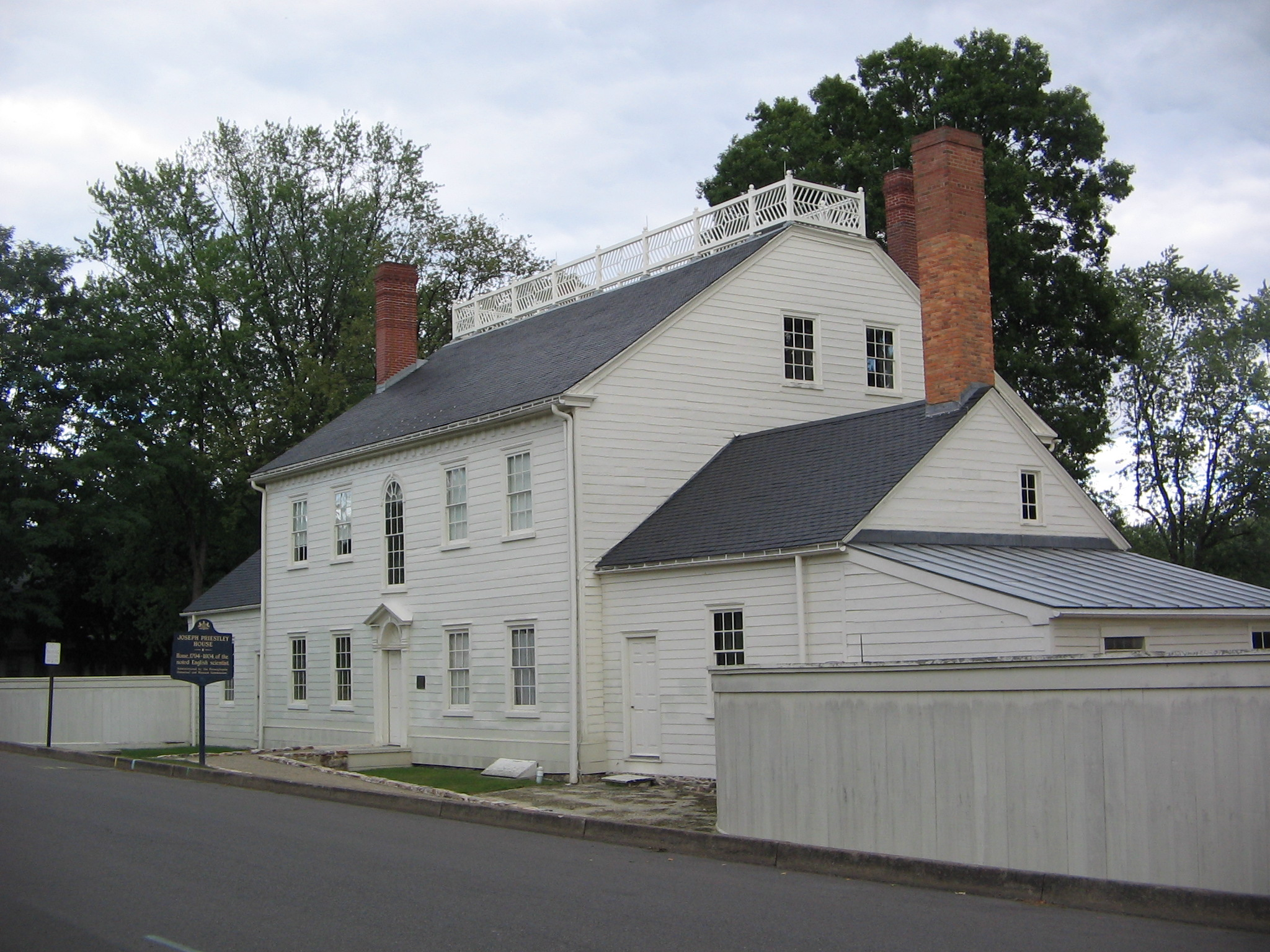
A casa rural de Priestley na Pensilvânia.

Priestley continuou com os projetos educacionais que sempre foram importantes para ele, ajudando a estabelecer a "Academia de Northumberland" e a doar a sua biblioteca à instituição. Ele trocou cartas - considerando a estrutura de uma boa universidade - com Thomas Jefferson, que usou seu conselho quando fundou a Universidade da Virgínia. Jefferson e Priestley tornaram-se próximos que quando ele tinha completado a sua General History of the Christian Church (História Geral da Igreja Cristã, em português, ele dedicou-o ao Presidente Jefferson, escrevendo que "agora, isso é só o que posso dizer; que não vejo nada a temer do lado do poder; o governo sob o qual eu vivo pela primeira vez é verdadeiramente favorável a mim".
Priestley tentou prosseguir a suas investigações científicas, nos Estados Unidos, com o apoio da Associação Americana Filosófica. Ele foi prejudicado pela falta de notícias da Europa; desconhecendo os mais recentes desenvolvimentos científicos, não estava mais na linha da frente da descoberta. Embora tendo a maioria das suas publicações centradas na defesa da Teoria do flogisto, ele também fez alguns trabalhos originais sobre geração espontânea e sonhos. Apesar da reduzida produção científica, sua presença estimulou interesses americanos na química.
Em 1801 Priestley tornou-se tão doente que não podia continuar a escrever ou realizar experimentos. Morreu na manhã de 6 de fevereiro de 1804. O Epitáfio de Priestley lê-se:
| “ | Volta ao teu repouso, ó minha alma, para o Senhor que tratou-te com benevolência. Eu vou lançar-me no chão e dormir em paz até Eu acordar na manhã da ressurreição. | ” |

## Legado

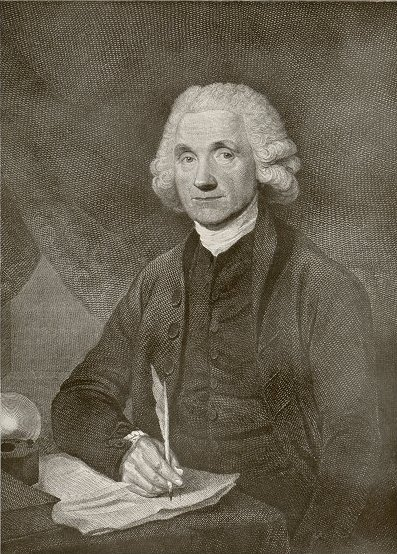
Para comemorar as conquistas científicas de Priestley, a American Chemical Society nomeou a sua maior honra de Medalha Priestley, em 1922.
----
Acima, uma gravura de Priestley por Thomas Holloway (1795) de William Artaud.

Na época em que morreu, em 1804, Priestley tinha sido feito um membro de cada grande sociedade científica no mundo e ele descobriu inúmeras substâncias. O naturalista francês do século XIX Georges Cuvier, em seu louvor a Priestley, elogiou suas descobertas e, simultaneamente, lamentou a sua recusa em abandonar Teoria do flogisto, chamando-lhe "o pai da química moderna [que] nunca reconheceu a sua filha". Priestley publicou mais de 150 obras sobre temas vão da filosofia política e educação até teologia e filosofia natural. Ele liderou e inspirou radicais britânicos durante os anos 1790, abriu o caminho para o utilitarismo, e ajudou a encontrar o Unitarismo. Uma grande variedade de filósofos, cientistas e poetas tornaram-se associacionistas como resultado de sua redação sobre Observations on Man de David Hartley, incluindo Erasmus Darwin, Coleridge, William Wordsworth, John Stuart Mill, Alexander Bain, e Herbert Spencer. Immanuel Kant o elogiou em sua obra Crítica da Razão Pura (1781), escrevendo que ele "sabia como combinar o seu ensino, paradoxal com os interesses da religião." Com efeito, foi o objetivo de Priestley "pôr as mais avançadas" ideias iluministas para o serviço de uma racionalização embora cristão heterodoxo, sob a orientação dos princípios básicos do método da ciência".
Considerando a extensão da sua influência, relativamente uma pequena parte do "saber" tem sido dedicada a ele. No início do século XX, Priestley foi mais frequentemente descrito como um conservador e um cientista dogmático, mas foi, no entanto, um político e reformante religioso. Em uma revisão de um ensaio historiográfico, o historiador da ciência Simon Schaffer descreve as duas personalidades dominates de Priestley: a primeira ele descreve como "um brincalhão inocente", que tropeçou em toda a sua descoberta, a segunda o retrata como inocente, assim como "deformado" por não ter uma melhor compreensão das suas implicações. Avaliar suas obras como um conjunto tem sido difícil para acadêmicos por causa de sua ampla gama de interesses. Suas descobertas científicas têm sido geralmente divorciadas das suas publicações teológicas e metafísicas, para fazer uma melhor análise de sua vida e escrever mais fácil, mas esta abordagem tem sido contestada recentemente por estudiosos, como John McEvoy e Robert Schofield. Embora a precoce sabedoria de Priestley tenha alegado que a suas obras teológicas e metafísicas eram "distracções" e "obstáculos" para seu trabalho científico, estudos publicados nos anos 1960, 1970 e 1980 sustentou que as obras de Priestley constituíam uma teoria unificada. No entanto, como explica Schaffer, isso não convence o porquê de a síntese do seu trabalho ainda não tenha sido exposta. Mais recentemente, em 2001, o historiador da ciência Dan Eshet, defendeu que os esforços para criar uma "panorâmica sintética" resultaram em apenas uma racionalização de Priestley, em contradições do pensamento, porque eles têm sido "organizados em torno de categorias filosóficas".
Foi lembrado pelas cidades em que ele atuou como educador, reformista e ministro, pelas organizações científicas nas quais ele influenciou. Duas instituições educacionais tinham sido nomeadas em sua honra: Priestley College, em Warrington e Joseph Priestley College, em Leeds. Em Birstall, no Leeds City Square, e em Birmingham, ele é lembrado através de estátuas, e placas comemorando ele ter passado grande parte de sua vida em Birmingham e Warrington. Além disso, desde 1952 o Dickinson College premia com o Priestley Award um cientista que faz "descobertas que contribuem para o bem-estar da humanidade".

## Obras selecionadas
Veja Também: Lista de obras de Joseph Priestley (em inglês)
- The Rudiments of English Grammar (1761)
- A Chart of Biography (1765)
- Essay on a Course of Liberal Education for Civil and Active Life (1765)
- The History and Present State of Electricity (1767)
- Essay on the First Principles of Government (1768)
- A New Chart of History (1769)
- Institutes of Natural and Revealed Religion (1772–1774)
- Experiments and Observations on Different Kinds of Air (1774–1777)
- Disquisitions relating to Matter and Spirit (1777)
- The Doctrine of Philosophical Necessity Illustrated (1777)
- Letters to a Philosophical Unbeliever (1780)
- An History of the Corruptions of Christianity (1782)
- Lectures on History and General Policy (1788)
- Theological Repository (1770–1773, 1784–1788)

### Material primário
- Lindsay, Jack, ed. Autobiography of Joseph Priestley (Autobiografia de Joseph Priestley). Teaneck: Universidade Fairleigh Dickinson, 1970. ISBN 0838678310.
- Miller, Peter N., ed. Priestley: Political Writings (Priestley: Escritos Políticos). Cambridge: Universidade de Cambridge, 1993. ISBN 0-521-42561-1.
- Passmore, John A., ed. Priestley's Writings on Philosophy, Science and Politics (Escritos de Priestley sobre Filosofia, Ciência e Política). Nova Iorque: Collier Books, 1964.
- Rutt, John T., ed. Collected Theological and Miscellaneous Works of Joseph Priestley (Coleção de Trabalhos Teológicos e Diversos de Joseph Priestley). 2 vols. Londres: George Smallfield, 1832.
- Rutt, John T., ed. Life and Correspondence of Joseph Priestley (Vida e Correspondência de Joseph Priestley). 2 vols. Londres: George Smallfield, 1831.
- Schofield, Robert E., ed. A Scientific Autobiography of Joseph Priestley (1733–1804): Selected Scientific Correspondence (Uma Autobiografia Científica de Joseph Priestley (1733-1804): Selecionada a Correspondência Científica). Cambridge: MIT Press, 1966.

### Biografias
A biografia mais completa de Priestley é o recente trabalho de dois volumes de Robert Schofield, porém existem muitos outros volumes, todos um tanto mais velhos: Gibbs, Holt e Thorpe. Graham e Smith se focam e destacam a vida de Priestley na América, enquanto que Uglow e Jackson discutem sobre a vida de Priestley no contexto de seus desenvolvimentos no campo das ciências.
- Gibbs, F. W. Joseph Priestley: Adventurer in Science and Champion of Truth (Joseph Priestley: Aventureiro em Ciência e Paladino da Verdade). Londres: Thomas Nelson and Sons, 1965.
- Graham, Jenny. Revolutionary in Exile: The Emigration of Joseph Priestley to America, 1794–1804. (Revolução em Exílio: A Emigração de Joseph Priestley para a América, 1794-1804) Transactions of the American Philosophical Society (Transações para a Sociedade Filosófica Americana) 85 (1995). ISBN 0-87169-852-8.
- Holt, Anne. A Life of Joseph Priestley (Uma Vida de Joseph Priestley). Londres: Universidade de Oxford, 1931.
- Jackson, Joe, A World on Fire: A Heretic, An Aristocrat And The Race to Discover Oxygen (Um Mundo em Chamas: Um Heterodoxo, Um Aristocrata a A Corrida para a Descoberta do Oxigênio). Nova Iorque: Viking, 2005. ISBN 0-670-03434-7.
- Schofield, Robert E. The Enlightenment of Joseph Priestley: A Study of his Life and Work from 1733 to 1773 (O Iluminista Joseph Priestley: Um Estudo de sua Vida e de seu Trabalho de 1733 a 1773) . University Park: Pennsylvania State University Press, 1997. ISBN 0-271-01662-0.
- Schofield, Robert E. The Enlightened Joseph Priestley: A Study of His Life and Work from 1773 to 1804 (O Iluminista Joseph Priestley: Um Estudo de sua Vida e de seu Trabalho de 1773 a 1804) . University Park: Pennsylvania State University Press, 2004. ISBN 0-271-02459-3.
- Smith, Edgar F. Priestley in America, 1794–1804 (Priestley na América, 1794-1804). Filadélfia: P. Blakiston's Son and Co., 1920.
- Tapper, Alan. "Joseph Priestley". Dictionary of Literary Biography (Dicionário de Biografia Literária) 252: British Philosophers 1500–1799 (Filósofos Britânicos 15000-1799) . Eds. Philip B. Dematteis and Peter S. Fosl. Detroit: Gale Group, 2002.
- Thorpe, T.E. Joseph Priestley. Londres: J. M. Dent, 1906].
- Uglow, Jenny. The Lunar Men: Five Friends Whose Curiosity Changed the World (O Homem Lunar: Cinco Amigos cuja Curiosidade mudou o Mundo). Nova Iorque: Farrar, Straus and Giroux, 2002. ISBN 0-374-19440-8.